# Northview
Northview é uma Região censo-designada localizada no estado americano de Michigan, no Condado de Kent.

## Demografia
Segundo o censo americano de 2000, a sua população era de 14.730 habitantes.

## Geografia
De acordo com o United States Census Bureau tem uma área de
28,7 km², dos quais 27,0 km² cobertos por terra e 1,7 km² cobertos por água.

## Localidades na vizinhança
O diagrama seguinte representa as localidades num raio de 12 km ao redor de Northview.